# Afranthidium pentagonum
Afranthidium pentagonum is een vliesvleugelig insect uit de familie Megachilidae. De wetenschappelijke naam van de soort is voor het eerst geldig gepubliceerd in 1930 door Gussakovsky.